# 2 Samuel 13
2 Samuel 13 es el decimotercer capítulo del Segundo Libro de Samuel en el Antiguo Testamento de la Biblia cristiana o la primera parte de los Libros de Samuel en la Biblia hebrea. Según la tradición judía, el libro se atribuyó al profeta Samuel, con adiciones de los profetas Gad y Natán, pero muchos eruditos modernos lo ven como una composición de varios textos independientes de diversas épocas, desde el 630-540 a. C. aproximadamente.  Este capítulo contiene el relato del reinado de David en Jerusalén. Esto se encuentra dentro de una sección que comprende 2 Samuel 9-20 y continúa hasta 1 Reyes 1-2, que tratan de las luchas de poder entre los hijos de David para sucederle en el trono hasta que «el reino quedó establecido en manos de Salomón» (1 Reyes 2:46).

## Texto
Este capítulo fue escrito originalmente en el idioma hebreo. Está dividido en 39 versículos.

### Testigos textuales
Algunos manuscritos antiguos que contienen el texto de este capítulo en hebreo son de la tradición del Texto Masorético, que incluye el Códice de El Cairo (895), el Códice de Alepo (siglo X) y el Códice de Leningrado (1008). Se encontraron fragmentos que contienen partes de este capítulo en hebreo entre los Rollos del Mar Muerto, incluido el 4Q51 (4QSama; 100-50 a. C.) con los versículos 3-4, 9-10 y 12 existentes.
Entre los manuscritos antiguos existentes de una traducción al griego koiné conocida como la Septuaginta (originalmente realizada en los últimos siglos a. C.) se encuentran el Códice Vaticano (B; {\displaystyle \ ara{G}}B; siglo IV) y el Códice Alejandrino (A; {\displaystyle \ ara{G}}A; siglo V).

## Análisis
Este capítulo se puede dividir en dos secciones:
1. La violación de Tamar por parte de Amnón (13:1-22)
2. El asesinato de Amnón por parte de Absalón (13:23-39)

Las dos secciones son paralelas: 
1. Se tramó un plan
2. Se consultó al rey David
3. Estalló la violencia

Ambas secciones comienzan con la misma construcción de frase «hyh + l + Absalom» para informar de que Absalón «tenía» una hermana (13:1) y Absalón «tenía» esquiladores de ovejas (13:23). Las víctimas de ambas secciones entraron sin saberlo en los dominios de sus atacantes, puestos a disposición de estos por el rey David, y la violencia se produjo en torno a la comida. La diferencia es la larga descripción del cuidado de Tamar hacia su depredador antes de la violación, en contraste con la poca atención prestada a Amnón antes del asesinato, tal vez para mostrar que Amnón no era una víctima inocente.
David desempeñó un papel clave en ambos episodios, en el primero al proporcionar a Amnón acceso a Tamar y en el segundo al permitir que Amnón y Absalón se reunieran, pero, lo que es más importante, David no hizo justicia a Tamar, y esto incitó a Absalón, el hermano de Tamar, a asumir el papel de «juez» para castigar a Amnón matándolo y, más tarde, asumió abiertamente ese papel (2 Samuel 15) para reforzar el apoyo a su rebelión contra David.  Estos episodios que involucran a Amnón, Tamar y Absalón tienen una relación directa con el asunto de la sucesión de David.

## Amnón violó a Tamar (13:1-22)

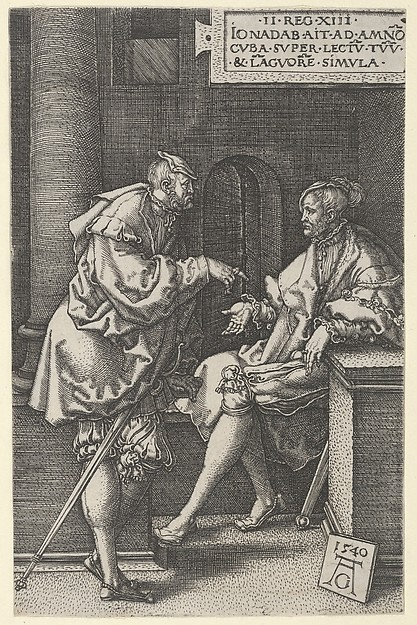
Jonadab (derecha) con Amnón en un xilografía de Heinrich Aldegrever, 1540.

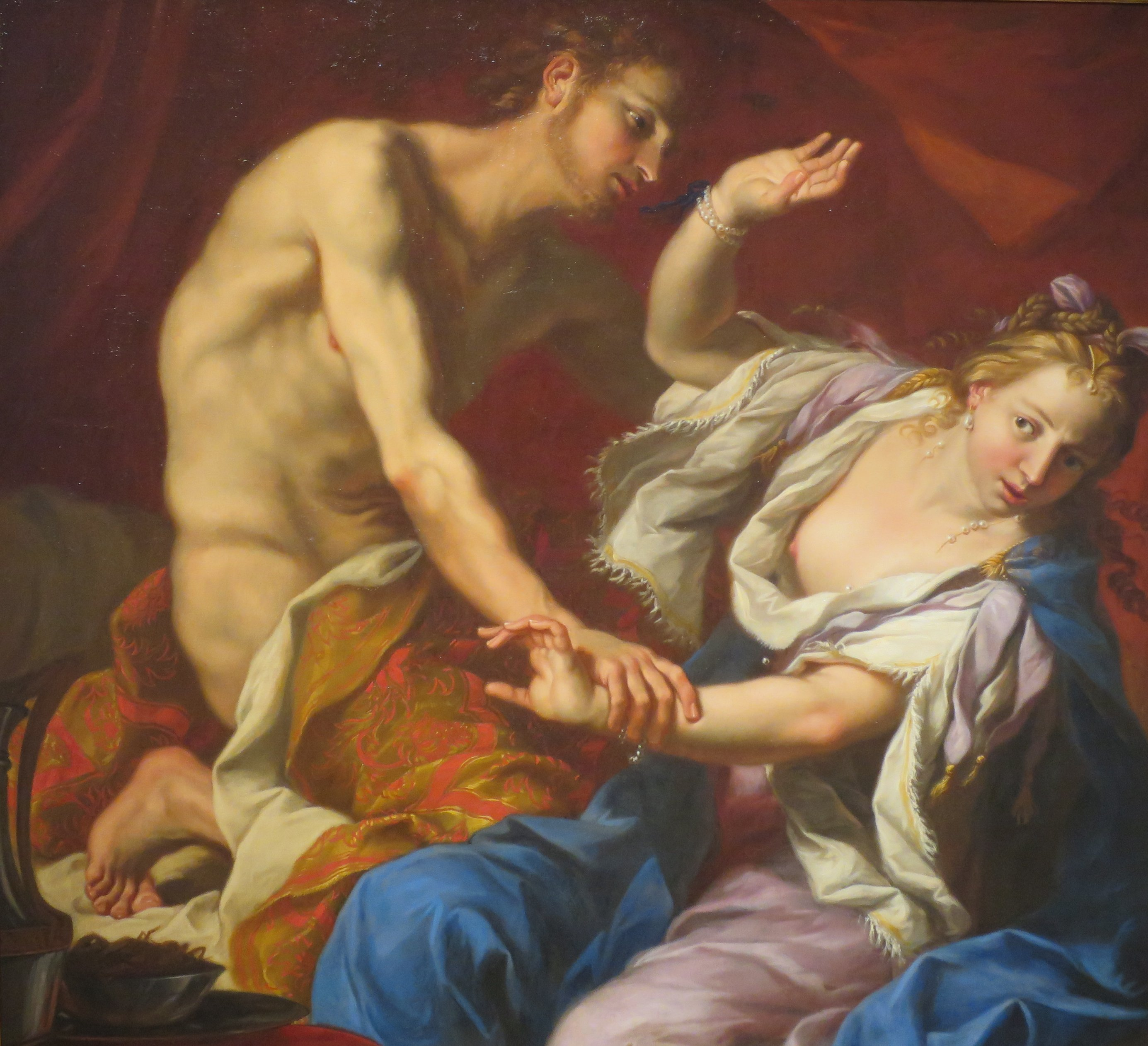
Amnon y Tamar. Pintura anónima de finales del.

El príncipe heredero de Israel, Amnón, hijo de David y Ahinoam, se sentía profundamente atraído por Tamar, hermana mayor de Absalón, ambos hijos de David y Maaca. Al parecer, las vírgenes estaban bajo estrecha vigilancia, por lo que Amnón no tenía acceso directo a Tamar (versículo 3), por lo que tuvo que utilizar el engaño sugerido por su primo Jonadab (versículos 3-5) para conseguir que Tamar fuera a cuidarlo (con el pretexto de estar enferma) con el permiso de David. Cuando se quedó a solas con Tamar, Amnón violó a su hermana, ignorando la súplica de Tamar de tener una forma adecuada de matrimonio, porque Amnón no estaba impulsado por el amor sino por la lujuria. Aunque el matrimonio entre hermanos consanguíneos se registraba en la primera parte de la Biblia hebrea, cf. Génesis 20:12, más tarde fue prohibido por la Torá, cf. Levítico 18:9, 11; 20:17; Deuteronomio 27:22. Sin embargo, los rabinos señalan que Tamar nació de la unión de David con una hermosa mujer cautiva, y que su madre la concibió durante el primer acto, en cuyo caso, la madre aún no se había convertido al judaísmo y el niño nacido de esta unión tampoco había entrado aún en la comunidad judía. Tamar requería una conversión a la religión judía, y aunque Amnón y Tamar tenían el mismo padre biológico, no se les consideraba hermanos de buena fe y podían casarse, ya que ella era una prosélita de la religión judía. Por esta razón, Tamar insistió en que su padre no se la quitaría (2 Samuel 13:13). ref>HE
Tanto si Amnón lo sabía como si no, después de la violación, Amnón sintió un intenso odio hacia Tamar, y ante la expectativa de Tamar de que Amnón se casara con ella (versículo 16, cf. Éxodo 22:16; Deuteronomio 22:28), ella fue expulsada de su vista con desprecio (versículos 15, 17-18).  Tamar se puso de luto inmediatamente, rasgando el vestido largo que llevaba como princesa virgen, como señal de dolor más que de virginidad perdida, además de ponerse cenizas en la cabeza y colocar una mano sobre ella (cf. Jeremías 2:37). El versículo 21 señala que David se enfadó mucho cuando se enteró, pero no tomó ninguna medida contra Amnón; el texto griego de la Septuaginta y 4QSama tienen una lectura que no se encuentra en el Texto Masorético de la siguiente manera: «pero no quiso castigar a su hijo Amnón, porque lo amaba, ya que era su primogénito» (NRSV; nota en ESV). Absalón se habría resentido de la indulgencia de David, pero se contuvo (versículo 22) durante dos años (versículo 23), mientras ideaba un buen plan de venganza.
Esta sección tiene una estructura que sitúa meticulosamente la violación en el centro:
A. Los personajes y sus relaciones (13:1-3)
B. Planificación de la violación (13:4-7)
B1. El consejo de Jonadab a Amnón (13:4-5)
B2. David le da a Amnón acceso a Tamar (13:6-7)
C. Las acciones de Tamar (13:8-9)
D. Tamar entra en la habitación interior (13:10)
E. El diálogo antes de la violación (13:11)
E1. Amnón ordena a Tamar (13:12-13)
E2. Tamar protesta (13:11-14a)
E3. Amnón no escucha a Tamar (13:14a)
F. La violación (13:14b)
E'. El diálogo después de la violación (13:15-16)
E1'. Amnón ordena a Tamar (13:15)
E2'. Tamar protesta (13:16ab)
E3'. Amnón no escucha a Tamar (13:16c)
D'. Tamar es expulsada de la habitación (13:17-18)
C'. Las acciones de Tamar (13:19)
B'. Las consecuencias de la violación (13:20-21)
B1'. El consejo de Absalón a Tamar (13:20)
B2'. La reacción de David (13:31)
A.' Nuevas relaciones entre los personajes (13:22)
El episodio comienza con una descripción de las relaciones entre los personajes (A), que se rompen permanentemente al final (A'). Las acciones de David (B/B') y las de Tamar (C/C') enmarcan la acción central, que está enmarcada por la entrada/salida de Tamar de la habitación (D/D') y las confrontaciones verbales entre Amnón y Tamar (E/E').

### Versículo 3
Pero Amnón tenía un amigo llamado Jonadab, hijo de Simea, hermano de David. Y Jonadab era un hombre muy astuto.
- «Jonadab»: según el Texto Masorético y la Septuaginta. El fragmento 4QSama de los Rollos del Mar Muerto escribió el nombre «Jonathan» (ambas apariciones en este versículo).[24]

## La venganza de Absalón contra Amnón (13:23-39)
La venganza de Absalón contra Amnón se programó para que coincidiera con las festividades de esquila de ovejas en Baal-hazor, cerca de Efraín, que probablemente estaba a unos kilómetros de Jerusalén, ya que era perfectamente razonable que Absalón invitara al rey y a sus sirvientes a las celebraciones. Se dice que David sospechaba un poco de la invitación personal de Absalón (versículo 24), por lo que no fue, pero Absalón lo convenció para que le permitiera ir a Amnón (versículos 25, 27). Al parecer, David no se dio cuenta del alcance del odio de Absalón hasta que Jonadab le informó (cf. versículo 32). Según la Septuaginta y 4QSama, «Absalón hizo un banquete como un banquete de rey» (NRSV). Los asesinos solo fueron identificados como siervos de Absalón (versículo 29) y es obvio que Absalón dio la orden de matar y los animó. Jonadab tuvo que corregir un informe inicial de que todos los hijos del rey habían sido asesinados, afirmando que solo Amnón había muerto y proporcionando a David la información del motivo de la acción de Absalón (versículo 32), luego los hijos del rey regresaron por el «camino de Horonaim» (la versión griega de la Septuaginta dice «el camino detrás de él»).  Durante el período de luto de la corte por Amnón (versículos 36-37), Absalón se refugió con Talmai, rey de Gesur, su abuelo materno, y permaneció allí en el exilio durante tres años (versículos 37-38). Avanzando rápidamente hasta el final de los tres años, la narración registra un cambio en el «cambio de opinión» de David (siguiendo la LXX y 4QSama), atribuido a su afecto por todos sus hijos y quizás también a la comprensión de que Absalón era el segundo en la línea de sucesión, preparando así el camino para el regreso de Absalón, que se relata en el capítulo 14. La exclusión temporal de Absalón de la corte fue seguida de una breve reconciliación con David, pero Absalón pronto inició una rebelión (capítulos 15-19) que finalmente causó su muerte, una cadena de acontecimientos que se atribuye al choque de personalidades que se muestra en este capítulo y en el capítulo 14 entre el vengativo (14:33) y el decidido (14:28-32) Absalón en contraste con el complaciente (13:7), indeciso (14:1) e indulgente (13:21) David.
La estructura de esta sección se centra en la escena en la que Jonadab informa a David de que Absalón asesinó a Amnón por la violación de Tamar:
A. Absalón y David (13:23-27)
B. Actos de Absalón (13:28-29a)
C. Huida de los hijos del rey y primer informe a David (13:29b-31)
D. Informe de Jonadab: solo Amnón, de entre los hijos del rey, había muerto (13:32a)
E. Jonadab informa a David de los motivos de Absalón: porque Amnón violó a Tamar (13:32b)
D'. Informe de Jonadab: solo Amnón, de entre los hijos del rey, había muerto (13:33)
C'. Huida de Absalón y segundo informe a David (13:34-36)
B'. Actos de Absalón (13:37-38)
A'. Absalón y David (13:39)
Tamar intentó evitar que Amnón la violara advirtiéndole de que esa acción lo llevaría a ser considerado un «nabal», una palabra hebrea que significa «sinvergüenza» (2 Samuel 13:13). Este epíteto conecta la historia del asesinato de Amnón con la muerte de Nabal, el primer marido de Abigail, (1 Samuel 25) de la siguiente manera: 
1. Ambos episodios tuvieron lugar durante la temporada de esquila de ovejas (1 Samuel 25:2; 2 Samuel 13:24)
2. Nabal y Absalón celebraron fiestas dignas de un rey (1 Samuel 25:36; 2 Samuel 13:27)
3. Nabal y Amnón se alegraron con el vino (leb tob) antes de su muerte (1 Samuel 25:36; 2 Samuel 13:28)
4. Tanto Nabal como Amnón (etiquetado como nabal) murieron

### Versículo 37
Pero Absalón huyó y se fue a Talmai, hijo de Ammihud, rey de Gesur. Y David lloró a su hijo todos los días.
- «Absalón huyó»: esta frase se repitió tres veces en los versículos 34, 37 y 38, para enfatizar que David había perdido entonces tres hijos: el primogénito de su matrimonio con Betsabé, Amnón y también Absalón (que se rebeló y finalmente murió en esa rebelión), mientras que la tercera vez que se utiliza (versículo 38) es para indicar el cambio de opinión de David, ya que su animadversión hacia Absalón disminuyó al sentirse más cómodo con la muerte de Amnón.[28]

### Comentarios sobre Samuel
- Auld, Graeme (2003). «1 & 2 Samuel».  En James D. G. Dunn and John William Rogerson, ed. Eerdmans Commentary on the Bible. Eerdmans. ISBN 9780802837110.
- Bergen, David T. (1996). 1, 2 Samuel. B&H Publishing Group. ISBN 9780805401073.
- Gordon, Robert P. (1999). I & II Samuel, A Commentary. Zondervan. ISBN 978-0310230229.
- Hertzberg, Hans Wilhelm (1964). I & II Samuel, A Commentary (trans. from German 2nd edition 1960 edición). Westminster John Knox Press. p. 19. ISBN 978-0664223182.
- Tsumura, David Toshio (2007). The First Book of Samuel. Eerdmans. ISBN 9780802823595.

### General
- Breytenbach, Andries (2000). «Who Is Behind The Samuel Narrative?».  En Johannes Cornelis de Moor and H.F. Van Rooy, ed. Past, Present, Future: the Deuteronomistic History and the Prophets. Brill. ISBN 9789004118713.
- Coogan, Michael David (2007).  Coogan, Michael David; Brettler, Marc Zvi; Newsom, Carol Ann et al., eds. The New Oxford Annotated Bible with the Apocryphal/Deuterocanonical Books: New Revised Standard Version, Issue 48 (Augmented 3rd edición). Oxford University Press. ISBN 978-0195288810.
- Fitzmyer, Joseph A. (2008). A Guide to the Dead Sea Scrolls and Related Literature. Grand Rapids, MI: William B. Eerdmans Publishing Company. ISBN 9780802862419.
- Halley, Henry H. (1965). Halley's Bible Handbook: an abbreviated Bible commentary (24th (revised) edición). Zondervan Publishing House. ISBN 0-310-25720-4. (requiere registro).
- Hayes, Christine (2015). Introduction to the Bible. Yale University Press. ISBN 978-0300188271.
- Jones, Gwilym H. (2007). «12. 1 and 2 Samuel».  En Barton, John; Muddiman, John, eds. The Oxford Bible Commentary (first (paperback) edición). Oxford University Press. pp. 196-232. ISBN 978-0199277186. Consultado el 6 de febrero de 2019.
- Klein, R.W. (2003). «Samuel, books of».  En Bromiley, Geoffrey W, ed. The International Standard Bible Encyclopedia. Eerdmans. ISBN 9780802837844.
- Knight, Douglas A (1995). «Chapter 4 Deuteronomy and the Deuteronomists».  En James Luther Mays, David L. Petersen and Kent Harold Richards, ed. Old Testament Interpretation. T&T Clark. p. 62. ISBN 9780567292896.
- Ulrich, Eugene, ed. (2010). The Biblical Qumran Scrolls: Transcriptions and Textual Variants. Brill.
- Würthwein, Ernst (1995). The Text of the Old Testament. Grand Rapids, MI: Wm. B. Eerdmans. ISBN 0-8028-0788-7. Consultado el 26 de enero de 2019.